# Heliocronòmetre

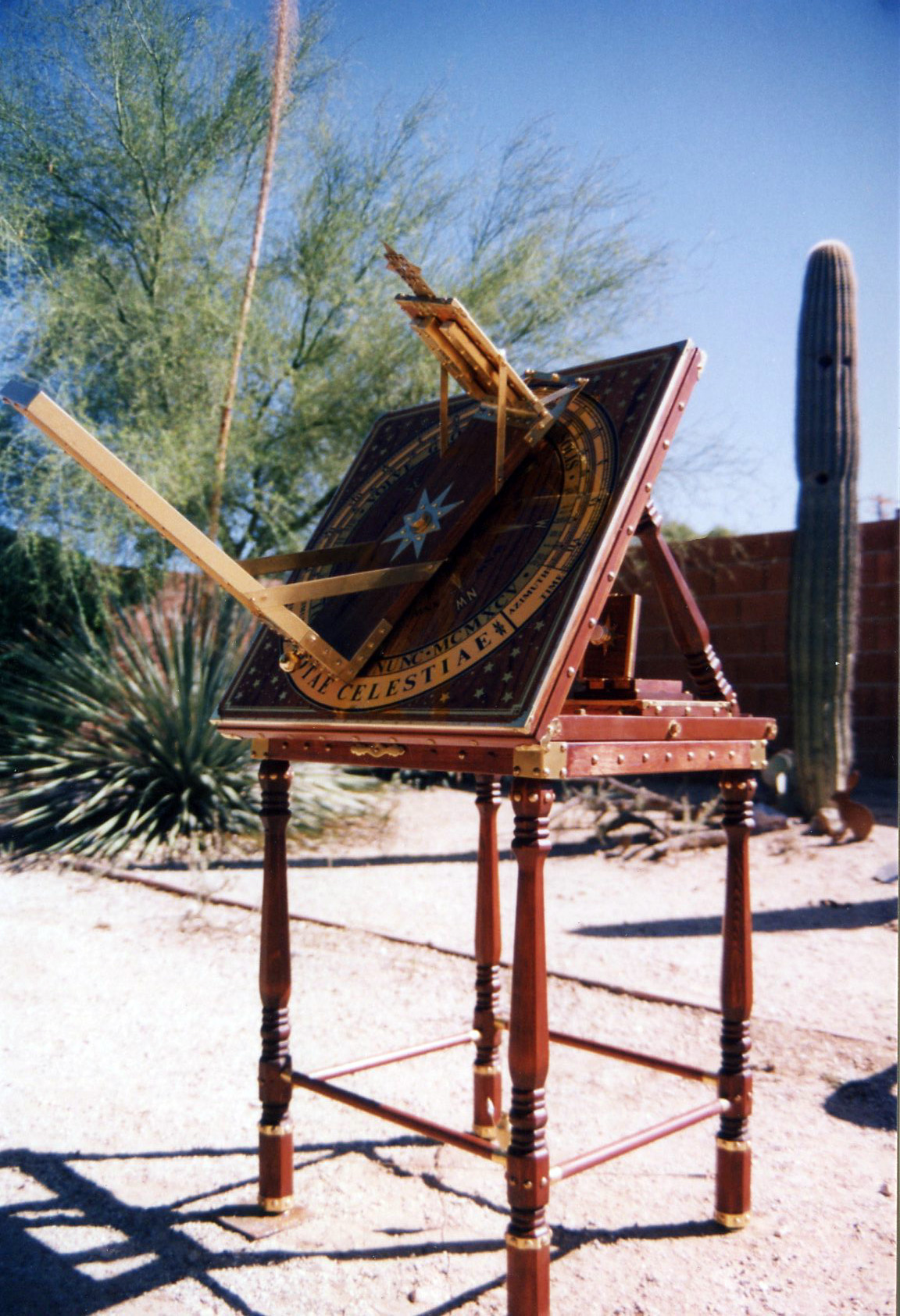
Heliocronòmetre equatorial

Un  heliocronòmetre  és un instrument astronòmic empleat com un ordinador analògic que permet calcular el temps estàndard a partir del temps solar. És considerat com un dispositiu òptic que empra la projecció gnomònica de l'equació del temps (que és una corba en forma de vuit) anomenada analema. El rellotge té una precisió al voltant dels cinc minuts. L'heliocronòmetre va ser desenvolupat per Pilkington-Gibbs amb seu a Preston, Lancashire i distribuït per O. Nelson aproximadament l'any 1910. Va ser emprat inicialment per ajustar els rellotges dels trens a França.

## Característiques
Es tracta pel muntatge general del bastidor d'una variant d'un rellotge solar equatorial orientat al sud. L'ús d'aquest rellotge es veu precedit per l'ajust a la latitud geogràfica d'observació. Per això el rellotge s'ajusta, inclinant el seu pla horari fins que sigui paral·lel al equador celeste. D'aquesta forma el arc diürn és paral·lel al cercle horari que mostra les hores repartides homogèniament al llarg del de 15  o , es gira aquest anell fins que incideixi directament amb el sol. L'ajust es fa tan fi que alguns models inclouen un vernier capaç de reduir els errors de mesura.